# Miquel de Palol i Muntanyola
Miquel de Palol i Muntanyola   (Barcelona, 2 d'abril de 1953) és un arquitecte, poeta i narrador català, fill dels arqueòlegs Pere de Palol i Salellas i Mercè Muntanyola i  Garriga, net del poeta, autor de teatre i narrador Miquel de Palol Felip i besnet del poeta Pere de Palol i Poch.
Entre 2011 i 2017 va ser president de l'Associació Col·legial d'Escriptors de Catalunya. La seva primera novel·la en català, El jardí dels Set Crepuscles (1989), va merèixer l'any de la seva publicació un ampli reconeixement en forma de premis i traduccions.

## Biografia
A partir de 1957 Miquel de Palol va viure a Valladolid, on el seu pare era catedràtic d'Arqueologia a la universitat. El 1970 va tornar a la seva ciutat natal per a estudiar arquitectura. El 1972 es va donar a conèixer com a poeta. En aquest camp, destaca El Porxo de les Mirades, llibre amb el qual va obtenir el premi Carles Riba de 1982 i el premi Crítica de Serra d'Or de 1984.
L'any 1989, Miquel de Palol va publicar la seva primera novel·la, El Jardí dels Set Crepuscles, obra per la qual se li van concedir els premis: Joan Crexells de narrativa de 1989, Crítica Serra d'Or de 1990, Nacional de Crítica de 1990, Nacional de Literatura de la Generalitat de Catalunya de 1990 i Ojo Crítico de RNE el 1992. Segons l'autor, El Porxo de les Mirades i Indiferència són els antecedents naturals d'El jardí dels Set Crepuscles, traduïda al castellà, l'holandès, l'italià, l'alemany, el francès i l'anglès.
L'any 1994, se li va concedir el premi Ciutat de Barcelona de literatura en llengua catalana per la novel·la Ígur Neblí. L'any 1997, amb El Legislador, va obtenir el premi Josep Pla de narrativa. L'any 1998, li van concedir el premi Sant Jordi de novel·la amb El Quincorn. El 2006, va rebre el premi Joanot Martorell per la novel·la Un Home Vulgar. L'any 2008 va rebre el premi Mallorca de Narrativa per la novel·la El Testament d'Alcestis i va ser guardonat amb el premi Nacional de Literatura el 2010 per la mateixa obra.
L'any 1991, Miquel de Palol va abandonar l’exercici de l’arquitectura per dedicar-se exclusivament a la poesia i la literatura. Ha col·laborat en diversos mitjans de comunicació i revistes científiques i culturals: Serra d'Or, Avui, El Triangle, La Vanguardia, El Periódico de Catalunya, El País, ABC, El Mundo i Interviú, entre d'altres.

## Obra

### Poesia
- Lotus (primera part). Barcelona, Revista Serra d'Or, 1972
- Lotus (segona part). Girona, El Pont, 1973
- Delta. Barcelona, El Mall, 1973
- Llet i Vi. Barcelona, edició d'autor, 1974
- Arxiu de Poemes Independents. Barcelona, Pòrtic, 1975
- L'Aneguet Lleig. Barcelona, l'autor, 1977
- Quan? Barcelona, Proa, 1979
- Encara Mor Aquella Primavera. Barcelona, El Mall, 1981
- Salamó. Palma, Tafal, 1981
- Rapsòdies de Montcada. València, El Cingle, 1982
- El Porxo de les Mirades. Barcelona, Proa, 1983
- El Viatge Misteriós. Barcelona, Taller de Picasso, 1983
- Indiferència. Barcelona, Proa, 1986
- La Nit Italiana. València, Gregal, 1986
- El Sol i la Mort. Barcelona, Proa, 1996
- Gralles al Galliner. Barcelona, Proa, 1996
- Nombra y Tendrás (antologia bilingüe català-castellà). Madrid, Visor, 1998
- Nocturns. Barcelona, Columna, 2003
- Aire amb Cel de Fons. Barcelona, Proa, 2012
- Dos Cors per una Bèstia. Barcelona, Proa 2015
- Alguns Paisatges. LaBreu, 2018
- Desdoblament. Madrid, Bartleby, 2021. Edició bilingüe català-castellà.
- Dies Claríssims de Síria. Lleida, Pagès, 2023.

### Narrativa
- El Jardí dels Set Crepuscles. Barcelona, Edicions Proa. Primera edició, A Tot Vent, 273/274/275 (Frixus el Boig, Googol, La Joia Retrobada), 1989. Última edició, Barcelona, Navona, 2024
- Sense Compromís de Perversitat (amb Maria de la Pau Janer). Barcelona, Tanagra, 1991
- Les Tres Ties. Barcelona, Destino, 1992 [infantil]
- Amb l'Olor d'Àfrica. Barcelona, Proa, 1992
- Grafomàquia. Barcelona, Proa, 1993
- Ígur Neblí. Barcelona, Proa, 1994
- L'Àngel d'Hora en Hora. Barcelona, Proa, 1995
- El Legislador. Barcelona, Destino, 1997
- Consulta a Ripseu. Barcelona, Proa, 1997
- La Fortuna del Senyor Filemó. Barcelona, Cruïlla, 1997 [infantil]
- La Venus del Kilimanjaro (amb Xavier Moret). Barcelona, Cruïlla, 1998 [juvenil]
- Contes per Vells Adolescents. Barcelona, Proa, 1998
- El Quincorn. Barcelona, Proa, 1999
- El Troiacord. Barcelona, Columna, 2001 (En cinc volums, Tres Passos al Sud, Una Altra Cosa, Les Ales Egípcies, Leandre No s'hi Ha Negat, El Combat amb l'Àngel)
- Tancat per Vacances (2003, amb Sebastià Alzamora, Lluís Calvo, Gemma Lienas, Andreu Martín, Isabel Olesti, Eva Piquer, Maria Mercè Roca, Care Santos i Lluís Maria Todó)
- Les Concessions. Barcelona, Columna, 2004 (Tots els Ets i Uts havia de ser el títol d'aquesta obra, però per motius aliens a la voluntat de l'autor, el llibre es va publicar amb el títol de Les Concessions.)
- Contes en Forma de L. Palma, Moll, 2004
- Gallifa. Barcelona, Columna, 2006
- Un Home Vulgar. Barcelona, Edicions 62, 2006
- El Lleó de Böcklin i Sis Contes Més. Lleida, Pagès, 2006
- Aire Pàl·lid/Palimpsest. Barcelona, Columna, 2007
- El Testament d'Alcestis. Barcelona, Empúries, 2009
- Què!. Barcelona, Angle, 2017
- Angèlica i Rafel. Barcelona, Comanegra, 2019
- Mònica Mir. Barcelona, Angle, 2020
- Copèrnic. Barcelona, Proa, 2021
- Bootes. Barcelona, Navona, 2023[12]

### Assaig/Prosa de no ficció/Fotografia
- Els Proverbis. Barcelona, Ara Llibres, 2003
- La Poesia en el Boudoir. Barcelona, Columna, 2003
- Jacint Verdaguer. Barcelona, Edicions, 2003
- Fot-li, que Som Catalans! (amb Xavier Bru de Sala i Julià de Jòdar) Barcelona, L'Esfera dels Llibres, 2005
- Dos Poetes. Barcelona, Columna, 2006
- Fot-li més que Encara Som Catalans! (amb Xavier Bru de Sala i Julià de Jòdar) Barcelona, L'Esfera dels Llibres, 2006
- Invocacions (amb Valentí Gómez Oliver). Barcelona, Ara Llibres, 2007
- Meditacions des de Catalunya. Barcelona, Columna, 2011
- Fot-li al Procés. (amb Xavier Bru de Sala i Julià de Jòdar) Barcelona, Viena Edicions, 2018
- Frase Variata. Barcelona, Barcino, 2022.[13]

### Obres dramàtiques representades
- Selima (Teatre Municipal de l'Escorxador, 2000). Conte del Recull. Contes per vells dolescents que va constituir el llibret d'una òpera del compositor Albert Sardà, estrenada a Lleida i interpretada pel grup Sitges 94.